# Халафов Халаф Али-огли
Халафов Халаф Алиоглу (нар. 21 вересня 1959 року) — азербайджанський дипломат, заступник міністра закордонних справ Азербайджанської Республіки з 1997 року.

## Біографія
Халаф Али оглу Халафов народився 21 вересня 1959 року у Вірменській РСР. У 1982 році закінчив Київський державний університет ім. Т. Шевченка. Володіє німецькою і російською мовами.
- У 1983–1990 рр. виконував обов'язки інспектора, завідувача відділу в Міністерстві внутрішніх справ Азербайджанської Республіки.
- У 1990–1991 рр. навчався в Дипломатичної академії Міністерства закордонних справ СРСР.
- У 1991–1992 рр. працював на посаді 2-го секретаря Управління консульства Міністерства закордонних справ Азербайджанської Республіки.
- У 1992 році був призначений виконуючим обов'язки глави Договірно-юридичного управління Міністерства закордонних справ Азербайджанської Республіки.
- У 1992–1997 рр. виконував обов'язки глави Договірно-юридичного управління Міністерства закордонних справ Азербайджанської Республіки.
- З 1997 року Халаф Халафов — заступник міністра закордонних справ Азербайджанської Республіки.

## Нагороди
У 2009 році президент Польщі нагородив Халафа Халафова Великим офіцерським хрестом.